# Winter-Paralympics 2018/Teilnehmer (Bosnien und Herzegowina)
| stlisierte Goldmedaille | stlisierte Silbermedaille | stlisierte Bronzemedaille |
| ----------------------- | ------------------------- | ------------------------- |
| —                       | —                         | —                         |

Bosnien und Herzegowina hat bei den Winter-Paralympics 2018 in Pyeongchang einen Athleten an den Start geschickt.

## Sportarten

### Ski Alpin
| Athlet       | Klasse | Wettbewerb            | Lauf 1  | Lauf 1 | Lauf 2  | Lauf 2 | Gesamt  | Gesamt |
| Athlet       | Klasse | Wettbewerb            | Zeit    | Rang   | Zeit    | Rang   | Zeit    | Rang   |
| Frauen       | Frauen | Frauen                | Frauen  | Frauen | Frauen  | Frauen | Frauen  | Frauen |
| ------------ | ------ | --------------------- | ------- | ------ | ------- | ------ | ------- | ------ |
| Ilma Kazazić | LW3    | Riesenslalom, stehend | 1:31,28 | 15     | 1:31,77 | 15     | 3:03,05 | 15     |
| Ilma Kazazić | LW3    | Slalom                | 1:27,05 | 13     | 1:23,91 | 12     | 2:50,96 | 12     |